# 7 TRUTHS 7 LIES〜ヴァージンロードの彼方で
『7 TRUTHS 7 LIES〜ヴァージンロードの彼方で』（セブントゥルース・セブンライズ ヴァージンロードのかなたで）は、松任谷由実（ユーミン）の35枚目のシングル。2001年4月25日に東芝EMIからリリースされた（TOCT-22150）。31枚目のオリジナルアルバム『acacia(アケイシャ)』に収録。

## 解説
アルバム『acacia(アケイシャ)』の先行シングルで、ジャケットは同じ透明の表紙を使ったもの。フジテレビ系全国ドラマ『ムコ殿』主題歌。ちなみにジャケットは『ムコ殿』のサントラのそれと色違いである。同シングルには、過去のアルバムから結婚にまつわる曲が2つシングルカットされていて、それを象徴するかのようにジャケットに大きく『Wedding Songs』と書かれていた。
当初「TRUTHS」の部分が単数形「TRUTH」になっており、タイトルをめぐってアルバム制作に参加していた米国人ミュージシャンの間でも、単数形か複数形か意見が分かれたが、最終的に複数形が正しいことが判明し、急遽日本のスタッフに国際電話をして現タイトルとなった。
オリコンチャートの登場週数は8週、チャート最高順位は週間16位、累計8.2万枚のセールスを記録した。

## 収録曲
1. 7 TRUTHS 7 LIES〜ヴァージンロードの彼方で -7 Truths 7 Lies - Beyond the Aisle-[3]
2. Song For Bride
3. TUXEDO RAIN（from『ダイアモンドダストが消えぬまに』）
4. ANNIVERSARY（from『LOVE WARS』）

作詞・作曲：松任谷由実　編曲：松任谷正隆

## 参加ミュージシャン
- キーボード&プログラミング：松任谷正隆
- シンセサイザー・プログラミング：北城浩志（#1,#2）、浦田恵司（#3,#4）、山中雅文（#4）
- シンクラヴィア・プログラミング：武新吾（#3,#4）、井上つよし（#4）
- ベース：Abraham Laboriel（#3）
- エレクトリック・ギター：松原正樹（#3,#4）
- パーカッション：浜口茂外也（#2）、斎藤ノブ（#3）
- コーラス：松任谷由実、木戸泰弘（#4）、比山貴詠史（#4）、広谷順子（#4）